# Franz Roser
Franz Roser (* 17. Februar 1882 in Pforzheim; † 8. Februar 1945 in Mosbach) war ein deutscher katholischer Geistlicher. Er war von 1915 bis zu seinem Tod Stadtpfarrer in Mosbach.

## Leben
Er war der Sohn des Dienstmanns Johann Roser und seiner Frau Christine geb. Förster. Nach dem frühen Tod beider Eltern wuchs Roser bei einer Tante auf. Nach seiner Vikariatszeit in Durmersheim und Mannheim kam er 1912 als Pfarrverweser nach Mosbach, wo er von 1915 bis zu seinem Tod als Stadtpfarrer wirkte. Im Ersten Weltkrieg zählte er zu den Pionieren der Caritas-Bewegung innerhalb der Diözese, wurde zum Flüchtlingskommissar für den Bezirk Mosbach ernannt und mit dem preußischen und dem badischen Kriegsverdienstkreuz ausgezeichnet. Als Rosers größtes Verdienst als Stadtpfarrer gilt der Bau der 1935 geweihten Kirche St. Cäcilia, die auf seinen Wunsch von Hans Herkommer entworfen wurde.
Während der Weimarer Republik war Roser auch politisch tätig und engagierte sich als Redner und Verfasser von Flugschriften für die Zentrumspartei, deren politischen Katholizismus er vollauf vertrat. Enge Freundschaften verbanden ihn mit Prälat Josef Schofer und mit Reichskanzler Joseph Wirth. Roser verfasste auch mehrere Schriften mit theologischen Inhalten und schrieb außerdem zahlreiche Beiträge für das Mosbacher Volksblatt, das zu Beginn der nationalsozialistischen Herrschaft verboten wurde. Aufgrund seiner christlichen und politischen Gesinnung stand Roser in Opposition zu den Nationalsozialisten, hat sich jedoch bis zu seinem Tod kurz vor Kriegsende vielfach als unbeugsame Persönlichkeit erwiesen.
In Mosbach ist heute der Franz-Roser-Platz nach ihm benannt.

## Schriften
- Perlen aus dem Schatzkästlein der Kirche
- Ich weiß, warum und wem ich glaube
- Joseph Schofer zum Gedächtnis. Ein Strauß Vergißmeinnicht dem toten Führer aufs frische Grab gelegt, Heidelberg 1930
- Die neue katholische Pfarrkirche in Mosbach (Baden): Sankt Cäcilien auf dem Berge, Mosbach 1935